# Cère (gmina)
Cère – miejscowość i gmina we Francji, w regionie Nowa Akwitania, w departamencie Landy.
Według danych na rok 1990 gminę zamieszkiwało 279 osób, a gęstość zaludnienia wynosiła 7 osób/km² (wśród 2290 gmin Akwitanii Cère plasuje się na 901. miejscu pod względem liczby ludności, natomiast pod względem powierzchni na miejscu 173.).